# U Telescopii
U Telescopii är en pulserande variabel av Mira Ceti-typ (M) i stjärnbilden Kikaren.
Stjärnan har en visuell magnitud som varierar mellan +9,1 och lägre än 14,7 med en period av 449 dygn.